# Controle de reação cinético e termodinâmico
Controle de reação termodinâmico ou controle de reação cinético em uma reação química pode decidir a composição em uma mistura de produtos de reação quando vias concorrentes levam a diferentes produtos e as condições de reação influenciam a seletividade ou estereosseletividade. A distinção é relevante quando o produto A forma-se mais rápido que o produto B devido a energia de ativação para o produto A é mais lenta que aquela para o produto B, ainda assim, o produto B é mais estável. Em tal caso A é o produto cinético que é favorecido sob controle cinético e B é o produto termodinâmico e é favorecido sob controle termodinâmico.
As condições da reação, tais como temperatura, pressão, ou solvente, afetam qual via de reação pode ser favorecida: quer seja a cineticamente controlada ou aquela termodinamicamente controlada. Note-se que isto é verdade somente se a energia de ativação das duas vias diferem, com uma via tendo uma Ea (energia de ativação) mais baixa que a outra.
A prevalência do controle termodinâmico ou cinético determina a composição final do produto quando essas vias de reação concorrentes levam a diferentes produtos. As condições da reação como mencionado acima influenciam a seletividade da reação - i.e., qual via é tomada.